# Józef Joachim Komorowski
Józef Joachim Komorowski herbu Korczak (ur. ok. 1735, zm. 1800) – kasztelan lubaczowski od 1782 i bełski od 1783, hrabia na Liptowie i Orawie, członek konfederacji targowickiej, szambelan Stanisława Augusta Poniatowskiego w 1764 roku, starosta ochocki.

## Życiorys
Był synem Ignacego Komorowskiego i Katarzyny Radeckiej.
Był marszałkiem ziemi chełmskiej i powiatu krasnostawskiego w konfederacji Czartoryskich w 1764. Poseł z ziemi chełmskiej na sejm konwokacyjny (1764). W 1764 był elektorem Stanisława Augusta Poniatowskiego z ziemi chełmskiej. Był członkiem konfederacji Sejmu Czteroletniego. W 1792 przystąpił do konfederacji targowickiej.
W 1781 został kawalerem Orderu Świętego Stanisława, w 1787 odznaczony Orderem Orła Białego.
W 1779 był mówcą w loży wolnomularskiej Doskonała Równość.